# Valle Victoria
La valle Victoria è una delle tre valli principali dell'Area Specialmente Gestita dell'Antartide delle valli secche McMurdo, un'area di circa 15000 km² situata nella regione centro occidentale della Dipendenza di Ross, nell'Antartide Orientale.

## Caratteristiche
Situata in particolare in corrispondenza della costa di Scott, a partire dall'entroterra la valle si estende dapprima in direzione nord-ovest/sud-est e poi in direzione ovest-est, per un totale di circa 35 km. Nel suo primo tratto, all'estremità settentrionale di cui si trova il ghiacciaio Victoria superiore, la valle è circondata a est dalla dorsale Saint Johns e a ovest dal versante orientale del picco Sponsors, mentre dopo aver virato verso est essa è circondata a nord sempre dalla dorsale Saint Johns mentre a sud dalla dorsale Olympus. Si ritiene che la valle fosse un tempo occupata da un unico ghiacciaio di cui i resti sarebbero oggi costituiti dal già citato ghiacciaio Victoria superiore, dal ghiacciaio Victoria inferiore, situato all'estremità orientale della valle, e da alcuni laghi glaciali presenti sul fondo di essa, di cui il più grande è il lago Vida, che sono alimentati da corsi d'acqua che si formano durante la stagione estiva dallo scioglimento dei ghiacciai siti sulle dorsali che circondano la valle, come ad esempio il Packard, il Clio e il Cerberus. In particolare nella valle si possono trovare tracce di almeno due glaciazioni, la prima, chiamata "glaciazione di Insel", ha visto la valle invasa da ghiacci provenienti dall'entroterra, mentre la seconda, chiamata "glaciazione Victoria" e risalente a circa 30 000 anni fa, ha visto la valle invasa da ghiacci provenienti più che altro dall'ingrossamento dei ghiacciai locali e dalla costa, e solo in minor parte dall'Altopiano Antartico.
Osservando i versanti della valle, perlopiù privi di ghiaccio e totalmente desertici, si possono osservare diversi strati geologici. Si notano in particolare degli strati color marrone chiaro appartenenti al cosiddetto "supergruppo Beacon", costituito da una serie di strati di rocce sedimentarie che costituivano il fondale di un mare poco profondo tra i 250 e i 400 milioni di anni fa, quando il continente antartico faceva ancora parte della Gondwana. Tali strati sono divisi da uno strato più scuro di dolerite (in particolare di "dolerite di Ferrar"), una roccia magmatica filoniana (o ipoabissale o subvulcanica) di composizione gabbrica chiamata anche "diabase"; tali filoni-strato, insieme ai loro dicchi alimentatori, sono i resti di imponenti eruzioni vulcaniche avvenute circa 180 milioni di anni fa, durante la rottura della Gondwana, nel Giurassico, e che probabilmente hanno agevolato tale rottura.
La valle ha raggiunto una certa notorietà nella comunità scientifica nel dicembre 2002, quando un team di ricercatori dell'Università dell'Illinois a Chicago ha annunciato di aver riportato in vita microbi alofili risalenti a 2 800 anni fa e ritrovati in una carota di ghiacciaio estratta dal lago Vida nel 1996. I microrganismi, nella fattispecie dei cianobatteri, erano stati scongelati, coltivati e fatti riprodurre e, grazie a questa scoperta, il lago Vida è diventato un noto sito di ricerca per studi sul clima terrestre e sull'adattamento alla vita in condizioni estreme, come quelle che potrebbero esserci su altri pianeti, e per questo è stata lì costruita una stazione meteorologica permanente.

## Storia
La valle Victoria è stata scoperta e mappata durante la Spedizione Discovery, condotta da 1901 al 1904 e comandata da Robert Falcon Scott, ed è stata poi meglio esplorata durante la Spedizione Terra Nova, condotta dal 1910 al 1913 e sempre al comando di Scott, ma è stata così battezzata solo in seguito dai membri della spedizione di ricerca antartica svolta dall'Università Victoria di Wellington nel 1958-59 in onore della propria università.

## Mappe

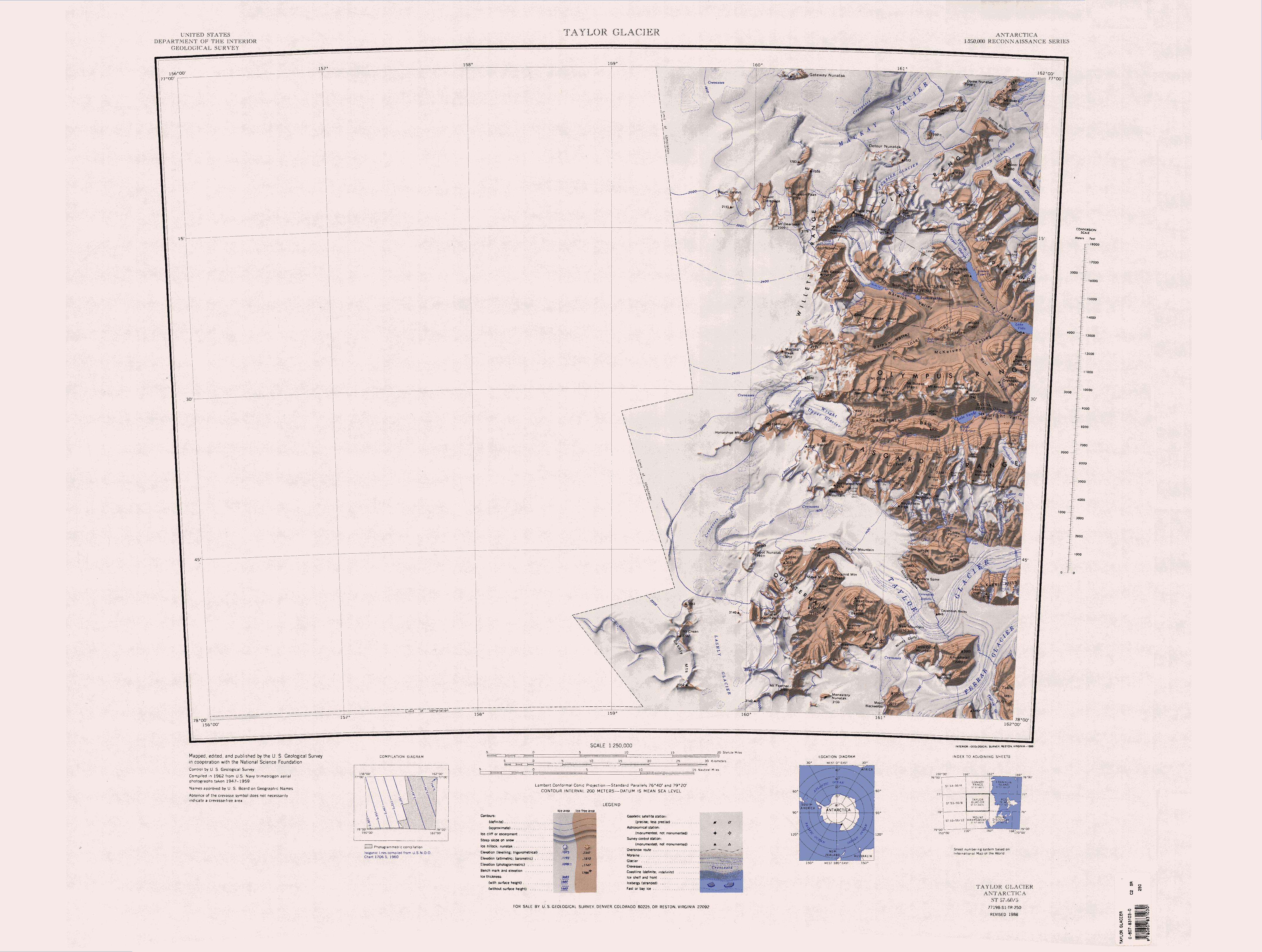
Nella parte nord-orientale di questa mappa in scala 1:250 000 realizzata dallo USGS è possibile vedere la parte nord-occidentale della valle Victoria.
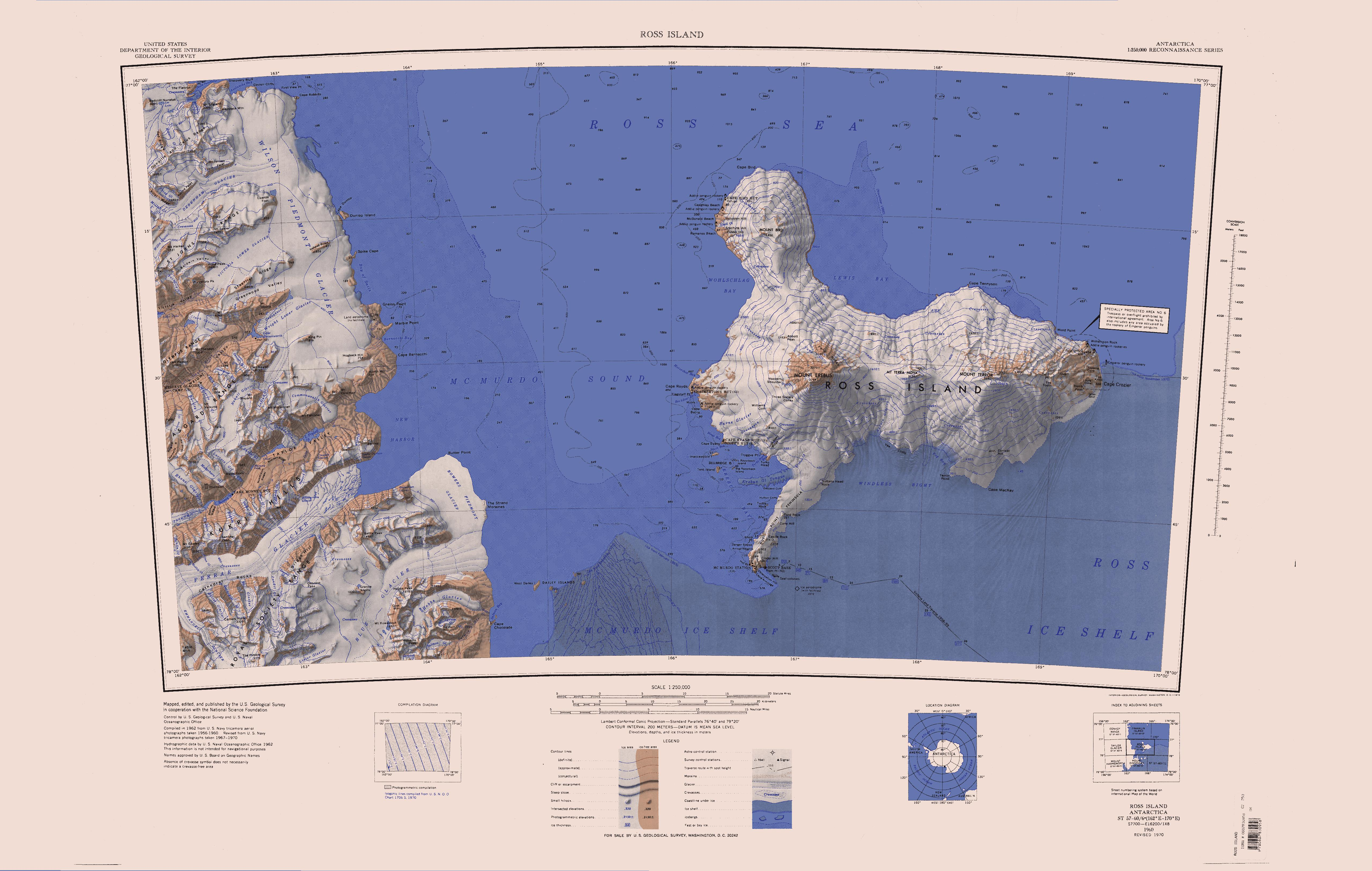
Nella parte occidentale di questa mappa è possibile vedere la parte orientale della valle Victoria.